# やさしい希望
「やさしい希望」（やさしいきぼう）は、早見沙織の楽曲。デビューシングルとして2015年8月12日にワーナー・ブラザース・ホームエンターテイメントから発売された。

## 概要
数々のキャラクターソングでその実力を発揮してきた早見沙織の、アーティストとしてのデビューシングルである。
表題曲はテレビアニメ『赤髪の白雪姫』のオープニングテーマに使用された。プリプロダクションの際のテイクの出来が良く、また、デビューシングルであることから凝りすぎずに最初に出た初々しい声をそのまま生かそうということになり、本番のレコーディングをせずにそのままプリプロダクションのテイクが完成版となったという。
販売形態はアーティスト盤（1000572324）・アニメ盤（1000572325）・通常盤（1000572326）の3種リリースで、アーティスト盤には表題曲のMVを収録したDVD、アニメ版には同アニメのノンクレジットアニメOPを収録したDVDがそれぞれ同梱されている。

## シングル収録内容
| 全作詞: 早見沙織、全編曲: 前口渉。 |                                          |           |           |       |      |
| #                                  | タイトル                                 | 作詞      | 作曲      | 訳詞  | 時間 |
| 1.                                 | 「やさしい希望」                         | 早見沙織  | 矢吹香那  |       | 3:43 |
| 2.                                 | 「ブルーアワーに祈りを」                 | 早見沙織  | 川崎里実  |       | 4:29 |
| 3.                                 | 「Bright Hopes」(「やさしい希望」英語版) | 早見沙織  |           | CHIKA | 3:44 |
| 4.                                 | 「やさしい希望」(TV EDIT)                | 早見沙織  |           |       | 1:36 |
| 5.                                 | 「やさしい希望」(Instrumental)           | 早見沙織  |           |       | 3:43 |
| 6.                                 | 「ブルーアワーに祈りを」(Instrumental)   | 早見沙織  |           |       | 4:26 |
| 合計時間:                          | 合計時間:                                | 合計時間: | 合計時間: | 21:41 |      |

| #  | タイトル                            | 作詞 | 作曲・編曲 |
| -- | ----------------------------------- | ---- | ---------- |
| 1. | 「やさしい希望」(Music Video, SPOT) |      |            |

| #  | タイトル                                           | 作詞 | 作曲・編曲 |
| -- | -------------------------------------------------- | ---- | ---------- |
| 1. | 「TVアニメ「赤髪の白雪姫」ノンクレジットアニメOP」 |      |            |

## チャート成績
| チャート（2016年）                | 最高位 |
| --------------------------------- | ------ |
| オリコン（週間）                  | 11     |
| Billboard Japan Hot 100           | 22     |
| Billboard Japan Hot Animation     | 5      |
| Billboard Japan Top Singles Sales | 10     |